# Plaza de Santa Catalina
La plaza de Santa Catalina de Murcia (Región de Murcia, España) es una de los espacios urbanos más destacados del casco antiguo de dicha ciudad española. Situada en el barrio del mismo nombre (aunque su lado suroeste pertenece al barrio de San Pedro), perteneciente al distrito Centro-Oeste, es la principal área de tapeo y restauración de la urbe, siendo un espacio peatonal. 
Considerada desde antiguo como la verdadera plaza mayor de Murcia, fue durante la Edad Media y gran parte de la Edad Moderna el centro político de la ciudad, lugar de proclamaciones, pregones, ejecuciones y reuniones concejiles.
En ella se encuentra el Museo Ramón Gaya, que expone la obra de este fundamental pintor murciano.

## Ubicación
La plaza de Santa Catalina se encuentra ubicada en la zona centro-occidental del casco antiguo de Murcia, dentro de la medina medieval. Junto a las contiguas plaza de las Flores y plaza de San Pedro forma un mismo espacio urbano peatonal.
A ella desembocan la referida plaza de las Flores, la calle Pascual, la calle Santa Isabel, la calle Marquesa y la calle Santa Catalina.
Dentro de la organización de la ciudad musulmana, la plaza de Santa Catalina formaba parte de un enlace en sentido transversal que la comunicaba con las actuales calles de Platería, San Cristóbal, San Lorenzo y Selgas, para salir a la Puerta de Orihuela y asimismo, en su plaza existía un mercado o zoco de barrio.
Su importante ubicación queda demostrada por el hecho de que desde tiempo inmemorial por ella discurrían (y discurren hoy) los desfiles del Corpus y de las procesiones de Semana Santa.

## Historia
La plaza recibe el nombre de Santa Catalina por encontrarse en ella el templo del mismo nombre, uno de los de mayor tradición y de origen más antiguo de la ciudad.
Durante la dominación musulmana este espacio ya era de los más importantes de la urbe al encontrarse en ella la mezquita de Hazim al-Qartayanni, justo en el solar del templo actual. La colación de Santa Catalina ha sido identificada como el barrio musulmán de Zabazala (palabra que significa jefe de la oración), gracias a una donación efectuada por el infante y adelantado mayor del Reino de Murcia, Manuel de Castilla, a don Pedro Gómez Barroso, firmada en Murcia en diciembre de 1266, en la que se identifican unas casas situadas en Vfabat ÇabaÇala en la colación de Santa Catalina.

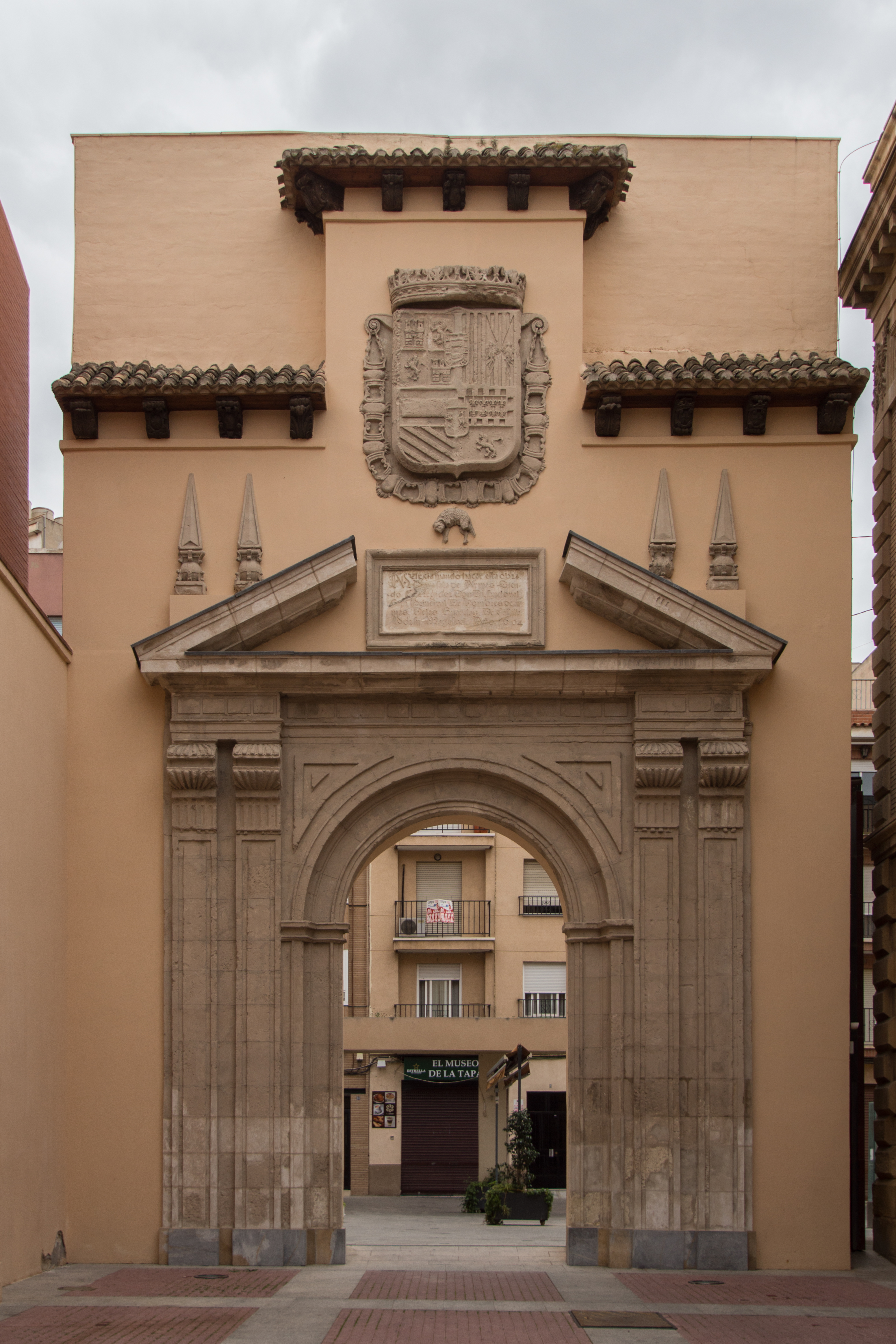
Portada del Contraste de la Seda, construido en Santa Catalina entre 1601 y 1608 como organismo regulador del comercio sedero. Derruido en 1932, actualmente conserva sus portadas en el Museo de Bellas Artes de Murcia.

Sin embargo, fue tras la conquista definitiva de la ciudad cuando aparece la etapa más gloriosa para el barrio de Santa Catalina y su plaza. Esto se debió a la tradición castellana de agrupar los fastos públicos en plazas mayores por lo que Santa Catalina fue planificada y abierta para esta función. Así, proclamaciones reales, juicios públicos, ahorcamientos y reuniones concejiles –incluida la que realizaba el Consejo de Hombres Buenos una vez al año– se llevaban a cabo en la puerta de la iglesia.
En varias ocasiones el Concejo planeó ampliarla para que cumpliera de mejor forma sus funciones dado su carácter de centro urbano. En 1478 proseguía la ampliación a costa de varias casas y obradores, siendo en 1512 cuando la reforma urbanística de la Plaza Mayor de la ciudad estaba ya realizada.
Durante esta época se edificó la primigenia Iglesia de Santa Catalina siguiendo patrones artísticos del gótico más tardío, llegando a convertirse en lugar de bautismo y enterramiento de algunos prominentes murcianos de los siglos XV y XVI. Desde su torre –la más alta de la ciudad hasta el siglo XVI– se vigilaba ante posibles incursiones enemigas, incluso de piratas berberiscos desde la costa.
Como muestra de su importancia, a principios del siglo XVII se construyó en esta plaza el Contraste de la Seda, edificio que centralizaba el importante comercio sericícola de la ciudad así como la inspección del cambio de monedas de oro y plata, además de sala de armas del concejo. Llegó igualmente a acoger el archivo municipal y fue sede del Museo de Bellas Artes de Murcia hasta la construcción de su sede actual en 1910.
Sin embargo, a partir del siglo XVIII, Santa Catalina comenzó a perder importancia en favor del paseo del Arenal (actual Glorieta) y la plaza del Palacio (actual plaza de Belluga), construidas en ese siglo.
A finales del siglo XIX se le cambió la denominación por plaza de Monassot, alcalde liberal que fue de la última mitad de ese siglo, volviendo posteriormente a recuperar su antigua denominación.
En 1954 se inauguró el monumento conmemorativo de la Inmaculada Concepción, diseñado por el arquitecto Carbonell y realizado por el escultor Juan González Moreno, situado en el centro de la plaza. 
En los últimos años del siglo XX, la plaza se convirtió en zona peatonal de manera conjunta con la plaza de las Flores, unificando su diseño urbano.

## Edificios de interés

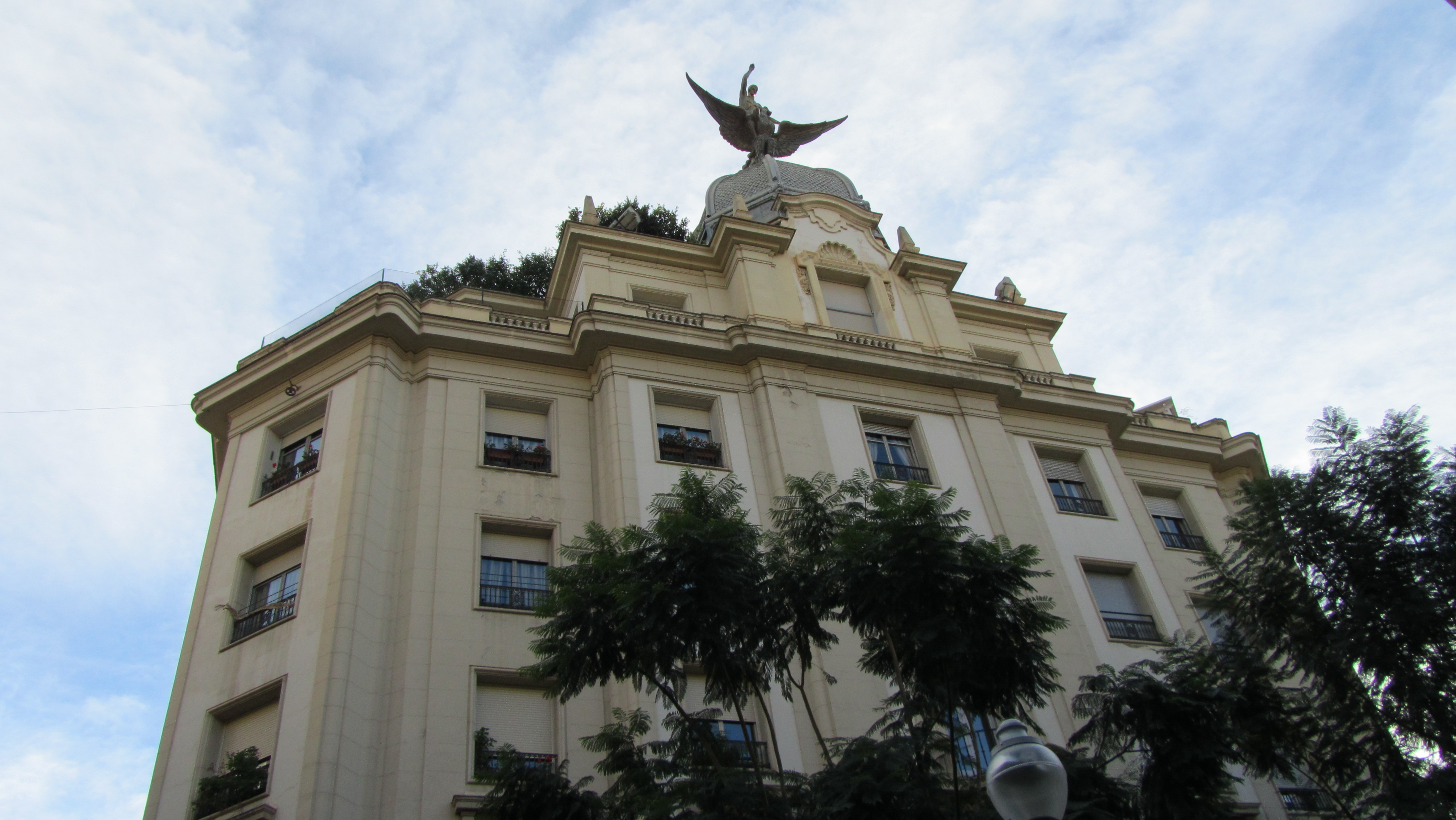
Edificio de La Unión y el Fénix, en la Plaza de Santa Catalina.

El principal inmueble de la plaza, que además le da nombre, es la Iglesia de Santa Catalina, templo de origen medieval pero profundamente reformado en los siglos XVIII y principios del XX.
En ella también se encontraba el histórico edificio del Contraste de la Seda, edificado entre 1601 y 1608, declarado Monumento Nacional en 1923, siendo tristemente derribado en 1932.  En su lugar se edificó en los años 40 el imponente edificio de La Unión y el Fénix, obra del arquitecto F. Cánovas del Castillo. 
Otras edificaciones que rodean la plaza van desde algún ejemplo de vivienda tradicional en ladrillo visto de finales del siglo XVIII o principios del XIX a las típicas casas con miradores de principios del siglo XX. Una de ellas fue de las primeras obras de José Antonio Rodríguez, que sirvió de sede para las oficinas del Banco de España, donde el arquitecto optó por unas líneas clásicas y sencillas y la utilización del ladrillo.
También destaca la conocida Casa Palarea, hermosa casona encargada en 1860 por Mariano Palarea al arquitecto Justo Millán, pintada en "amarillo" con las características tradicionales de la arquitectura de mediados del siglo XIX. La casa fue rehabilitada y acondicionada por el arquitecto municipal Miguel Ángel Beloqui, conservando la parte noble, la fachada con sus balcones, rejas de buche de paloma, mirador y la escalera principal con sus óculos al exterior. Hoy día acoge la exposición permanente de la obra del pintor murciano Ramón Gaya.